# 小行星7798
小行星7798（英語：7798）是一颗围绕太阳公转的小行星。1996年2月1日，北京天文台施密特CCD小行星计划在兴隆县发现了此天体。
这颗小行星的绝对星等为336.1458102569525等。